# 奈良竜樹
奈良 竜樹（なら たつき、1993年9月19日 - ）は、北海道北見市出身のプロサッカー選手。Jリーグ・アビスパ福岡所属。ポジションはディフェンダー（センターバック）。

## 来歴

### プロ入り前
7歳の時にサッカーを始め、空中戦の強さを見込まれて北見市立小泉中学校2年生時にセンターバックへ転向。
2009年にコンサドーレ札幌U-18に入団し、2011年（高校3年生時）にはU-18プレミアリーグイーストでチームの初優勝に貢献。同年は併行して2種登録選手として トップチームに帯同し、10月8日天皇杯2回戦水戸戦で公式戦初出場を果たす。1学年上のDF櫛引一紀の代表招集による不在の穴を埋める形で同月26日J2第7節徳島戦に先発出場すると、以降櫛引の復帰後もポジションを譲らず最終節まで全試合に先発出場。J1昇格に貢献した。

### コンサドーレ札幌
2012年、U-18同期の荒野拓馬、小山内貴哉、榊翔太、前貴之と共にトップチームへ昇格。開幕戦の磐田戦でJ1での先発初出場を果たした。対人の強さと強靭な身体能力を発揮しレギュラーとして奮闘したことで、同年4月には7月に開催されるロンドンオリンピックに臨むU-23日本代表候補合宿に飛び級 で招集された。また同年11月にはU-19日本代表に招集されAFC U-19選手権に出場。守備の強さと激しさを武器にセンターバックのポジションを争った。帰国後の同月17日J1第32節鳥栖戦で古田寛幸の右からのコーナーキックを頭で合わせプロ初ゴールを挙げたが、チームの不振は続き、J2降格を喫した。
2013年末、2016年開催のリオデジャネイロオリンピックを目指す日本代表が組織され、奈良もメンバー入り。翌2014年1月にはU-21日本代表としてAFC U-22アジアカップに出場した。同年のリーグ戦では自己最多の39試合に出場し、主に左ストッパーに入りタックル数及びボール奪取数でチーム最多を記録、終盤には3バックの中央で守備の統率を担った。守備の要として成長するも、オリンピック代表メンバーに残るための危機感は強く J1でのプレーを希望。クラブからの残留要請を 保留し移籍を模索していた。

### FC東京
2015年、FC東京へ期限付き移籍。激しいポジション争いを求めての移籍ではあったが、森重真人や丸山祐市らから定位置を奪えず 試合出場から遠ざかった。森重・丸山が日本代表招集により不在の間のカップ戦での奮闘も実らず、移籍期間満了により同年限りで退団。札幌では経験できなかった監督の要求を理解し応えていくことの重要性を実感し、成長を期した。

### 川崎フロンターレ
2016年1月、川崎フロンターレへ完全移籍。同月開催のAFC U-23選手権では対人プレーの強さと果敢なラインコントロールで 相手を牽制。手倉森誠監督や霜田正浩技術委員長にも認められる働きで オリンピック出場権獲得に貢献した。帰国後、川崎のレギュラーに定着し、激しい守備でチームの原動力の一人となっていたが、同年5月のJ1-1st第12節神戸戦で左脛骨を骨折。必死のリハビリも オリンピック本大会には間に合わず出場を断念した。9月に実戦復帰するも 練習中に受傷箇所を再骨折。
2017年4月25日、ACL第5節の水原三星ブルーウィングスで得点を決めて勝利に貢献した。
2018年5月2日、J1第12節・浦和戦で、3人交代枠使い切った直後の後半25分に決定機阻止により退場処分となったチョン・ソンリョンの代わりに急造ゴールキーパーとしてプレー。GK安藤駿介のシャツを着て急遽ゴールーキーパーを務めた。同年オフにはガンバ大阪から正式オファーを受けたが、12月23日にオファーを断り残留を決断したと報道された。

### 鹿島アントラーズ
2020年1月、鹿島アントラーズへ完全移籍。
開幕前からセンターバックのレギュラー候補に入っており、1月末に行われたACLプレーオフステージのメルボルン・ビクトリーFC戦で先発出場を果たすとなどと幸先良いスタートを切ったように見えたが、シーズン開幕後はポジションを掴めない日々が続き、終盤に少し出場機会を得たが、結果6試合の出場に留まる。

### アビスパ福岡
2021年1月、アビスパ福岡へ期限付き移籍。シーズン終了後、アビスパ福岡に完全移籍。

## エピソード
- 2012年3月10日のJ1第1節ジュビロ磐田戦出場は、1993年5月15日のJリーグ開幕以降に生まれた選手としては初めてのJ1出場である[3][37]。
- 2012年春、早稲田大学人間科学部eスクール（通信教育課程）健康福祉科学科に入学[38][5][37]。同通信課程には多くのJリーガーが籍を置いたが、コンサドーレ札幌所属の選手としては初の入学。
- 2014年10月20日に入籍[39][15][13]。2017年12月、第一子の長男が誕生した[40]。

## 所属クラブ
- 北見ブルーサンダース[1] (北見市立小泉小学校[11])
- 北見市立小泉中学校[1]
- コンサドーレ札幌ユースU-18（北海道札幌国際情報高等学校[1][37]）
  - 2011年  コンサドーレ札幌（2種登録選手）
- 2012年 - 2015年  コンサドーレ札幌
  - 2015年  FC東京（期限付き移籍）
  - 2015年  Jリーグ・アンダー22選抜
- 2016年 - 2019年  川崎フロンターレ
- 2020年 - 2021年  鹿島アントラーズ
  - 2021年  アビスパ福岡（期限付き移籍）
- 2022年 -  アビスパ福岡

## 個人成績
| 国内大会個人成績 | 国内大会個人成績 | 国内大会個人成績 | 国内大会個人成績 | 国内大会個人成績 | 国内大会個人成績 | 国内大会個人成績 | 国内大会個人成績 | 国内大会個人成績      | 国内大会個人成績 | 国内大会個人成績 | 国内大会個人成績 |
| 年度             | クラブ           | 背番号           | リーグ           | リーグ戦         | リーグ戦         | リーグ杯         | リーグ杯         | オープン杯            | オープン杯       | 期間通算         | 期間通算         |
| 年度             | クラブ           | 背番号           | リーグ           | 出場             | 得点             | 出場             | 得点             | 出場                  | 得点             | 出場             | 得点             |
| 日本             | 日本             | 日本             | 日本             | リーグ戦         | リーグ戦         | リーグ杯         | リーグ杯         | 天皇杯                | 天皇杯           | 期間通算         | 期間通算         |
| ---------------- | ---------------- | ---------------- | ---------------- | ---------------- | ---------------- | ---------------- | ---------------- | --------------------- | ---------------- | ---------------- | ---------------- |
| 2011             | 札幌             | 37               | J2               | 7                | 0                | -                | -                | 1                     | 0                | 8                | 0                |
| 2012             | 札幌             | 29               | J1               | 22               | 1                | 3                | 0                | 1                     | 0                | 26               | 1                |
| 2013             | 札幌             | 23               | J2               | 35               | 0                | -                | -                | 2                     | 0                | 37               | 0                |
| 2014             | 札幌             | 23               | J2               | 39               | 0                | -                | -                | 1                     | 0                | 40               | 0                |
| 2015             | FC東京           | 33               | J1               | 0                | 0                | 2                | 0                | 1                     | 0                | 3                | 0                |
| 2016             | 川崎             | 3                | J1               | 12               | 0                | 2                | 0                | 1                     | 0                | 15               | 0                |
| 2017             | 川崎             | 3                | J1               | 27               | 1                | 4                | 1                | 4                     | 0                | 35               | 2                |
| 2018             | 川崎             | 3                | J1               | 23               | 1                | 2                | 0                | 2                     | 0                | 27               | 1                |
| 2019             | 川崎             | 3                | J1               | 9                | 0                | 0                | 0                | 0                     | 0                | 9                | 0                |
| 2020             | 鹿島             | 3                | J1               | 6                | 0                | 1                | 0                | -                     | -                | 7                | 0                |
| 2021             | 福岡             | 39               | J1               | 24               | 1                | 0                | 0                | 2                     | 0                | 26               | 1                |
| 2022             | 福岡             | 3                | J1               | 22               | 0                | 2                | 0                | 0                     | 0                | 24               | 0                |
| 2023             | 福岡             | 3                | J1               | 31               | 0                | 7                | 0                | 4                     | 0                | 42               | 0                |
| 2024             | 福岡             | 3                | J1               | 11               | 0                | 0                | 0                | 0                     | 0                | 11               | 0                |
| 2025             | 福岡             | 3                | J1               |                  |                  |                  |                  |                       |                  |                  |                  |
| 通算             | 日本             | 日本             | J1               | 187              | 4                | 23               | 1                | 15                    | 0                | 225              | 5                |
| 通算             | 日本             | 日本             | J2               | 81               | 0                | -                | -                | 4                     | 0                | 85               | 0                |
| 総通算           | 総通算           | 総通算           | 総通算           | 268              | 4                | 23               | 1                | 19\|\|\|0\|\|310\|\|5 |                  |                  |                  |

| 2015   | J-22   | -      | J3     | 7 | 1 | 7 | 1 |
| 総通算 | 総通算 | 総通算 | 総通算 | 7 | 1 | 7 | 1 |

- 2018年
  - XEROX SUPER CUP 1試合0得点

| 国際大会個人成績 | 国際大会個人成績 | 国際大会個人成績 | 国際大会個人成績 | 国際大会個人成績 |
| 年度             | クラブ           | 背番号           | 出場             | 得点             |
| AFC              | AFC              | AFC              | ACL              | ACL              |
| ---------------- | ---------------- | ---------------- | ---------------- | ---------------- |
| 2017             | 川崎             | 3                | 9                | 2                |
| 2018             | 川崎             | 3                | 4                | 0                |
| 2019             | 川崎             | 3                | 4                | 0                |
| 通算             | AFC              | AFC              | 17               | 2                |

その他の国際公式戦
- 2020年
  - AFCチャンピオンズリーグ2020・プレーオフ 1試合0得点

出場歴
- Jリーグ初出場 - 2011年10月26日 J2第7節 vs徳島ヴォルティス（鳴門・大塚スポーツパークポカリスエットスタジアム）
- Jリーグ初得点 - 2012年11月17日 J1第32節 vsサガン鳥栖（札幌ドーム）

## 代表歴
- U-16日本代表[2]
  - 2009年 - 豊田国際ユースサッカー大会 (2位)[41]
- U-18日本代表[2] (2011年)
- U-19日本代表
  - 2012年 - AFC U-19選手権 (ベスト8)
- U-21日本代表
  - 2014年 - AFC U-22アジアカップ (ベスト8)
- U-22日本代表
  - 2015年 - AFC U-23選手権2016 (予選)
- U-23日本代表 
  - 2016年 - AFC U-23選手権 (優勝)
  - 2016年 - トゥーロン国際大会 (離脱[42])

## タイトル

### クラブ
コンサドーレ札幌U-18
- 高円宮杯U-18サッカーリーグ プレミアリーグ EAST：1回 (2011年)

川崎フロンターレ
- J1リーグ：2回（2017年、2018年）
- Jリーグカップ：1回（2019年）
- FUJI XEROX SUPER CUP：1回（2019年）

アビスパ福岡
- Jリーグカップ：1回（2023年）

### 代表
U-23日本代表
- AFC U-23選手権 (2016年)

### 個人
- Jリーグ優秀選手賞（2018年）